# Hrabstwo Essex (Ontario)
Hrabstwo Essex (ang. Essex County) – jednostka administracyjna kanadyjskiej prowincji Ontario leżąca na południu prowincji.
Hrabstwo ma 393 402 mieszkańców. Język angielski jest językiem ojczystym dla 72,4%, francuski dla 3,2% mieszkańców (2006).

## Podział Administracyjny
W skład hrabstwa wchodzą:
- miasto (town) Amherstburg
- miasto (town) Essex
- miasto (town) Kingsville
- miasto (town) Lakeshore
- miasto (town) LaSalle
- gmina Leamington
- kanton (town) Pelee
- miasto (town) Tecumseh

Miasto (city) Windsor jest oddzielnie rządzoną jednostką administracyjną, jednakże na potrzeby statystyk zaliczane jest do hrabstwa Essex.

## Historia
Tereny współczesnego Hrabstwa Essex znajdowały się pod kontrolą plemienia Huron i Ottawa. Pierwsze, niestałe osady zaczęły powstawać w okresie rozwoju Fort Détroit, które w wieku XVI było głównym francuskim fortem w tej części Nowej Francji. Pierwsze stałe osiedle Turkey Creek powstało w 1747 i uznawane jest za najstarsze białe osiedle na terenie współczesnej prowincji Ontario. Na tem terenie działała także katolicka misja Bois Blanc, której celem była chrystianizacja Indian. Z czasem Turkey Creek rozrosło się i zespół osiedli z niego powstałych przyjął nazwę Petite Côte – (fr. Małe Wybrzeże), w opozycji do zachodniej strony na której leżał znaczny już Fort Detroit. Z czasem Petite Côte zaczęła zasiedlać coraz większa liczba francuskich osadników, z których wielu żeniło się z indiańskimi kobietami dając tym samym początek lokalnej społeczności metyskiej. Z czasem w stosunku do całego terenu wschodniego wybrzeża Rzeki Detroit i Jeziora St. Clair zaczęto używać nazwy Assumption.
Gdy Brytyjczycy na mocy Traktatu Jaya w 1794 utracili Detroit na rzecz USA, wschodnie wybrzeże nabrało nagle ważnego dla nich strategicznie znaczenia. W 1796 powstały dwa pierwsze miasta tego obszaru – Amherstburg i Sandwich. Amherstburg mieścił znaczny garnizon brytyjski, a oba miasta przyjęły znaczna liczbę lojalistycznych uchodźców z zachodniej strony rzeki, głównie kupców i rzemieślników, a także farmerów, którzy kontynuowali kolonizację pobliskich terenów rolniczych.